# L'Odissea
L'Odissea er en italiensk stumfilm fra 1911 af Francesco Bertolini, Giuseppe de Liguoro og Adolfo Padovan.